# Marylise Lévesqueová
Marylise Lévesqueová (* 3. března 1983) je bývalá kanadská zápasnice – judistka.

## Sportovní kariéra
Pochází z obce Saint-Pacôme v provincie Québec, kde začala s judem ve věku 8 let. Ve svých 18 letech se přesunula do Montréalu, kde se připravala pod vedením Sylvaina Héberta a později Nicolase Gilla. V kanadské ženské reprezentaci se prosazovala od roku 2005 v polotěžké váze do 78 kg. V roce 2007 nahradila na pozici reprezentační jedničky zraněnou Amy Cottonovou a v olympijském roce 2008 uspěla v kanadské olympijské nominaci pro start na olympijských hrách v Pekingu. V Pekingu prohrála ve druhém kole na ippon technikou seoi-nage s domácí Číňankou Jang Siou-li. Sportovní kariéru ukončila v roce 2012 potom co se nekvalifikovala na olympijské hry v Londýně. Pracuje jako zdravotní sestra.

### Vítězství na mezinárodních turnajích
- 2010 - 1x světový pohár (Apia)
- 2011 - 1x světový pohár (Sofia)

## Výsledky
| Turnaj                  | 2002           | 2003           | 2004           | 2005           | 2006           | 2007           | 2008           | 2009           | 2010           | 2011           |
| Turnaj                  | 19             | 20             | 21             | 22             | 23             | 24             | 25             | 26             | 27             | 28             |
| Turnaj                  | polotěžká váha | polotěžká váha | polotěžká váha | polotěžká váha | polotěžká váha | polotěžká váha | polotěžká váha | polotěžká váha | polotěžká váha | polotěžká váha |
| ----------------------- | -------------- | -------------- | -------------- | -------------- | -------------- | -------------- | -------------- | -------------- | -------------- | -------------- |
| Olympijské hry          |                |                | —              |                |                |                | úč.            |                |                |                |
| Mistrovství světa       |                | —              |                | —              |                | úč.            |                | —              | —              | —              |
| Panamerické hry         |                | —              |                |                |                | 3.             |                |                |                | —              |
| Panamerické mistrovství | —              | —              | —              | —              | —              | 3.             | 3.             | —              | —              | 5.             |
| Univerziáda             |                | —              |                |                |                | 3.             |                | —              |                | —              |
| Akademické MS           | —              |                | —              |                | 2.             |                |                |                |                |                |
| MS juniorů              | 7.             |                |                |                |                |                |                |                |                |                |